# Salix chlorolepis
Salix chlorolepis — вид квіткових рослин із родини вербових (Salicaceae).

## Морфологічна характеристика
Рослина 1.5–2 дм заввишки, не клонова. Стебла прямовисні. Гілки червоно-бурі, (слабо сизі), голі; гілочки жовто-коричневі, голі. Листки на 1–3.5 мм ніжках; найбільша листкова пластина еліптична, зворотно-ланцетна або зворотно-яйцеподібна, 14–33 × 7–12 мм; краї плоскі чи злегка звивисті, цілокраї, війчасті; верхівка гостра, опукла чи округла; абаксіальна поверхня (низ) гола; адаксіальна — злегка блискуча, гола; молода пластинка (іноді червонувата), гола, війчаста. Сережки: тичинкові 6.5 × 5–8 мм; маточкові (густо квіткові) 7–12 × 3–6 мм. Коробочка 3.6–6 мм. 2n = 38.

## Середовище проживання
Ендемік Квебеку (Канада). Населяє вологі сфагнові болота на альпійських, серпантинових пустощах; 1000–1200 метрів.